# Louis-Paul Maillard-Rollin
Louis-Paul Maillard-Rollin est un homme politique français né le 21 octobre 1747 à Montdidier (Somme) et décédé à une date inconnue.

## Biographie
Il est procureur du roi au bailliage de Montdidier de 1768 à la Révolution. Il est élu maire de Montdidier et administrateur du département.
Le 23 germinal an V, il est élu député de la Somme au Conseil des Cinq-Cents. Son élection est annulée lors du coup d’État du 18 fructidor an V.
Il est maire de Fourdinoy, dont il a acheté le domaine, du 16 thermidor an VIII à 1825.

## Famille
Il épouse Marie Catherine Roullin. De leur union naissent trois filles:  
1° Marie Françoise Adélaïde mariée le 30 juillet 1806 à François Edouard Vérani de Varennes, son cousin germain
2° Marie Louise Sophie, mariée le même jour à Charles Louis Bosquillon de Genlis [Jenlis]
3° Marie Catherine Pauline, mariée le 6 octobre 1813 à Joseph Louis Marie Bosquillon, avocat, frère de Charles Louis.